# Michael Hillegas

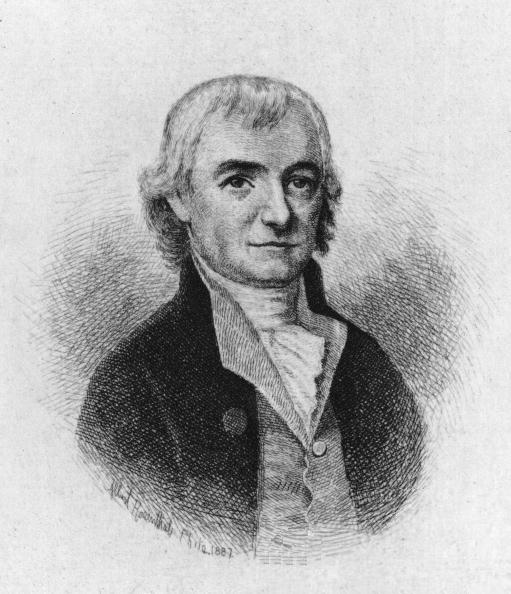
Michael Hillegas (um 1760)

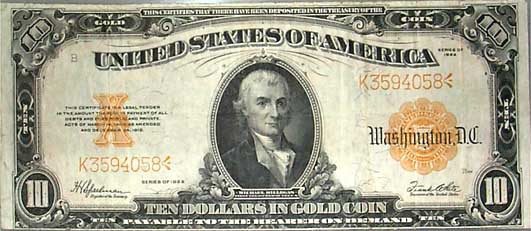
Hillegas auf einer Zehn-Dollar-Note, die von 1907 bis 1922 im Umlauf war

Michael Hillegas (* 22. April 1729 in Philadelphia; † 29. September 1804 ebenda) war ein US-amerikanischer Politiker und erster Treasurer of the United States unter George Washington. Er war der Sohn des Auswanderers Georg Michael Hillengaß aus Sinsheim im Kraichgau.

## Leben
Hillegas’ Vater gehörte zu den Führern der deutschen Auswanderer in Philadelphia. Er wurde an den Schulen und Akademien seiner Heimatstadt ausgebildet. Mit 21 Jahren übernahm er die Geschäftsnachfolge und Vermögensverwaltung seines Vaters. Als  Geschäftsmann besaß er Beteiligungen an Zuckerraffinerien, Eisenhütten und Handelsunternehmen. 1762 half er, Fort Mifflin zur Sicherung Philadelphias zu errichten. 1765 wurde er in die Provinzversammlung von Pennsylvania gewählt. Er hatte wichtige Ämter in Philadelphia inne, z. B. die gerechte Verteilung der Ländereien im Westen. Zudem wurde Hillegas vom Parlament beauftragt, für die Versorgung der Indianer zu sorgen. 1775 wurde er Finanzminister (Treasurer) von Pennsylvania und 1777 folgte die Ernennung zum Treasurer of the United States, einer hohen Position im US-Finanzministerium. Nach zwölf Jahren in der Bundesregierung wurde er Ratsherr und Berater des Bürgermeisters von Philadelphia.
Er war gewähltes Mitglied der American Philosophical Society.